# Ясьоново (гміна Шиплішкі)
Ясьоново (пол. Jasionowo) — село в Польщі, у гміні Шиплішки Сувальського повіту Підляського воєводства.
Населення — 94 особи (2011).
У 1975-1998 роках село належало до Сувальського воєводства.

## Демографія
Демографічна структура станом на 31 березня 2011 року:
|          | Загалом | Допрацездатний вік | Працездатний вік | Постпрацездатний вік |
| -------- | ------- | ------------------ | ---------------- | -------------------- |
| Чоловіки | 49      | 11                 | 32               | 6                    |
| Жінки    | 45      | 11                 | 29               | 5                    |
| Разом    | 94      | 22                 | 61               | 11                   |